# Pedro Laureano Mendonça da Silveira
Pedro Laureano Mendonça da Silveira (Fajã Grande, 5 de setembro de 1922 — Lisboa, 13 de abril de 2003), mais conhecido por Pedro da Silveira, foi um poeta, tradutor, crítico literário e investigador, com vasta colaboração dispersa em periódicos e revistas. Fez parte do conselho de redação da revista Seara Nova (até 1974), colaborou nos números 40 e 47 da revista Mundo Literário (1946-1948)  e é autor de várias obras de poesia e de recensão literária, estreando-se com o livro A Ilha e o Mundo (1953). É autor de duas antologias de poetas açorianos, a primeira das quais com um prefácio em que autonomiza a literatura deste arquipélago em relação a todas as outras literaturas de expressão lusófona. Integrou a comissão de gestão Biblioteca Nacional de Lisboa, da qual se aposentou como diretor dos Serviços de Investigação e de Actividades Culturais.

## Biografia
Depois de ter cursado as primeiras letras na sua freguesia natal, na costa oeste da ilha das Flores, período em que demonstrou a sua inteligência e interesse pelas letras, partiu para a Terceira, ilha onde completa sua formação básica e contacta com o corpus mais relevante da literatura lusófona do tempo.
A partir de 1945 transfere-se para Ponta Delgada, cidade onde integra o grupo intelectual que se formou em torno do  jornal A Ilha, periódico no qual colabora assiduamente.
Em 1951 muda-se para Lisboa, cidade onde viveria o resto da sua vida. Aí começou por se empregar como delegado de propaganda médica, promovendo produtos farmacêuticos, ao mesmo tempo que inicia um percurso de estudo e investigação histórico-literária que o levaria em 1982 a funcionário da Biblioteca Nacional, da qual se aposentou como diretor dos Serviços de Investigação e Actividades Culturais.
Ao longo do seu percurso intelectual e profissional dedicou-se à crítica literária, à tradução, à criação poética e à investigação de temas da história e etnografia açorianas. Com opiniões pouco conformistas, entre as quais a defesa de um único concelho para a sua ilha natal, foi uma voz incómoda, em geral mal amada pelos poderes instituídos.
Foi um dos promotores da elaboração da Enciclopédia Açoriana, projeto que abraçou com grande entusiasmo. Participou ainda em múltiplos estudos relacionados com a cultura açoriana e em especial com a história e a etnografia da ilha das Flores.
A obra poética de Pedro da Silveira começou com A Ilha e o Mundo (1953) e Sinais de Oeste (1962) e prosseguiu com Corografias (1985) e Poemas Ausentes (1999). Publicou também o primeiro volume de Fui ao Mar Buscar Laranjas, um conjunto de vinte poemas inéditos, escritos entre 1942 e 1946, a que foi dado o subtítulo de Primeira Voz, assumindo ser a sua primeira produção poética. Urbano Bettencourt analisa assim a obra de Pedro da Silveira:
Em Pedro da Silveira, a fidelidade à ilha, a resposta poética ao seu apelo insistente, deu-nos a conhecer o pequeno mundo insular, (…) os seus acontecimentos à escala reduzida, nem por isso menos importantes do ponto de vista da afetividade e da relação humana. Mas isso não anulou o sentido de viagem, a abertura a novos espaços e escritas, numa salutar dinâmica entre o interior e o exterior, sinal de um espírito naturalmente inquieto e ávido de saber, sempre pronto a agarrar o mais pequeno acaso que lhe permitisse entrar em contacto com o outro lado, facto mais relevante ainda em tempo de comunicações escassas e difíceis.
A 21 de agosto de 1990, foi agraciado com o grau de Comendador da Ordem do Mérito.
Na edição do Expresso de 9 de outubro de 2021, Pedro da Silveira foi difamado pelo jornalista António Valdemar, que cometeu uma das maiores gaffes da história do jornalismo moderno, acusando o escritor de ter sido informador da Polícia Internacional e de Defesa do Estado no Brasil. Um movimento alargado de escritores, historiadores e amigos de Silveira exigiu a retractação do jornal e do jornalista, apresentando provas sólidas de que a acusação era infundada. No dia 13 de outubro, o Expresso e Valdemar publicaram um comunicado, reconhecendo a incorrecção completa do artigo e retratando-se pela má conduta profissional.

## Obras
- A ilha e o mundo : poemas (1952)
- José Leite de Vasconcelos nas Ilhas de Baixo (1959)
- Para a história do povoamento das Ilhas das Flores e do Corvo : com três documentos inéditos (1960)
- Materiais para um romanceiro da Ilha das Flores  (1961)
- Sinais de Oeste : poemas (1962)
- Anotações ao mais antigo glossário de açorianismos  (1963)
- A "Obra Completa" de Cesário Verde (1964)
- Antologia de poesia açoriana : do século XVIII a 1975 (1977)
- O que soubemos logo em 1909 do futurismo  (1981)
- 43 médicos poetas (1981)
- Os últimos luso-brasileiros : sobre a participação de brasileiros nos movimentos literários portugueses do Realismo à dissolução do Simbolismo  (1981)
- Mais alguns romances da Ilha das Flores (1986)
- Catorze trovas e um conto recolhidos na Ilha das Flores (1986)
- Das tradições na Ilha das Flores (1987)
- Corografias (1988)
- Subsídios para uma biobibliografia de Henrique Rosa (1988)
- Acerca de alguns vocábulos dentro ou ainda fora dos dicionários  (1989)
- Poemas ausentes (1999)
- Fui ao mar buscar laranjas (1999)
- Mesa de amigos : versões de poesia (2002)